# Florence Green
Florence Beatrice Green, nascida Patterson (Edmonton, 19 de fevereiro de 1901 — King's Lynn, 4 de fevereiro de 2012) foi uma dos últimos veteranos vivos da Primeira Guerra Mundial.
Filha de Frederick e Sarah Patterson (nascida Neall), mudou-se para King's Lynn em 1920, após casar com Walter Green, um trabalhador de estrada de ferro que morreu em 1970, após 50 anos de casamento. Ela vivia em King's Lynn com sua filha May, nascida em 1921. Nenhum documento validando sua idade foi encontrado ou apresentado.
Green entrou na Women's Royal Air Force em setembro de 1918 com 17 anos, onde serviu como assistente de oficial. Trabalhou na base RAF Marham e também em Narborough. Ela foi a mais velha residente em West Norfolk, a segunda pessoa mais velha em Norfolk, e uma das 10 pessoas mais velhas do Reino Unido. Foi identificada como veterana da Primeira Guerra Mundial em janeiro de 2010.
Em 19 de fevereiro de 2011 celebrou seu 110º aniversário, tornando-se supercentenária - uma das 10 vivendo no Reino Unido, todas mulheres. Ela tinha um filho e duas filhas, quatro netos e sete bisnetos.
Com a morte de Claude Stanley Choules em 5 de maio de 2011, Green tornou-se a última pessoa veterana viva conhecida da Primeira Guerra Mundial, até seu falecimento em 4 de fevereiro de 2012 aos 110 anos e 350 dias.